# Steppe herbacée de l'Amour
Localisation
La steppe herbacée de l'Amour est une écorégion terrestre définie par le fonds mondial pour la nature (WWF). Elle fait partie du biome des prairies et savanes inondables de l'écozone paléarctique. Elle occupe la partie médiane de la plaine d'inondation du fleuve Amour à la frontière entre la Russie et la Chine.